# Arenbergische Waldkapelle

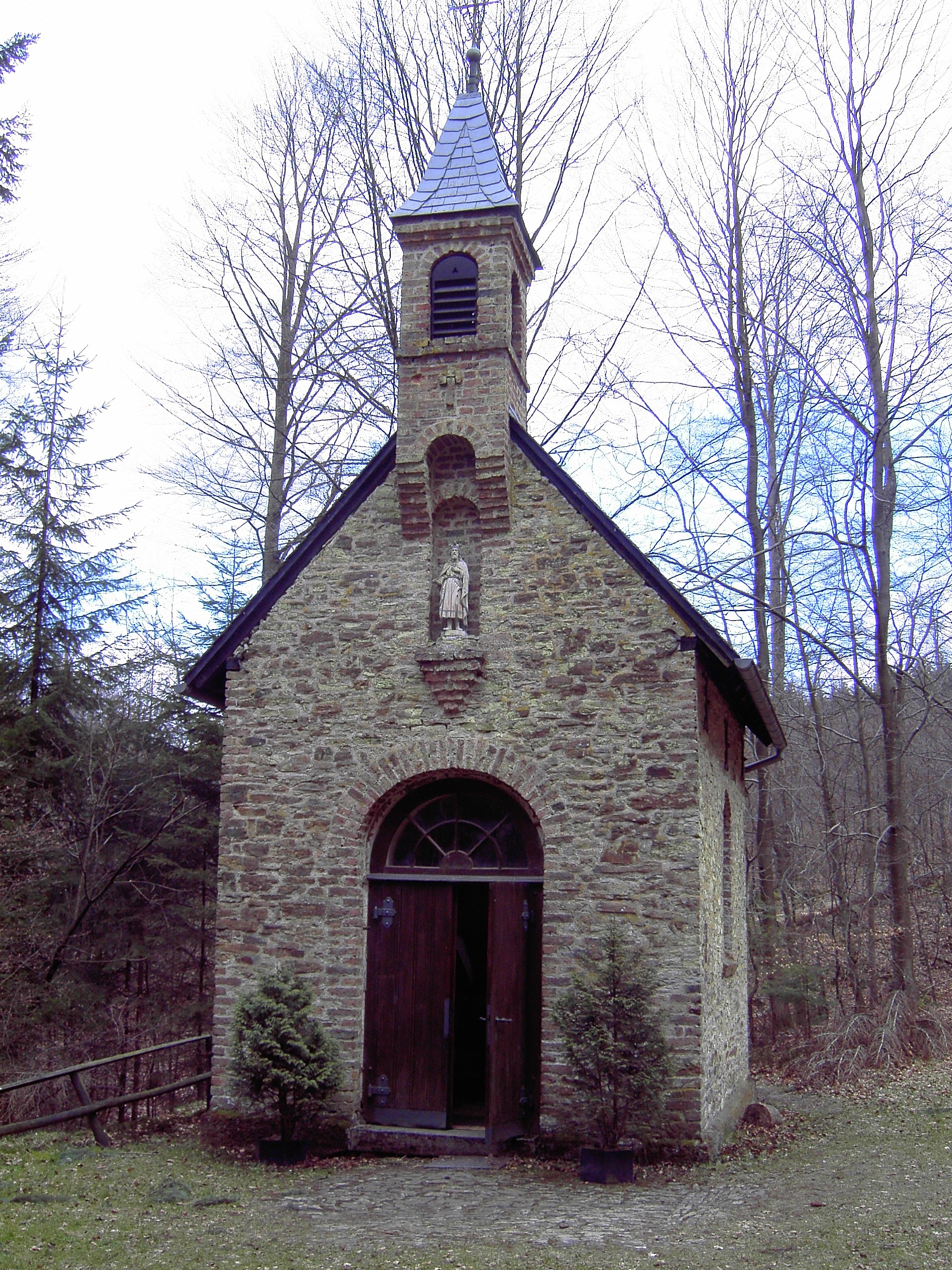
Arenbergische Waldkapelle

Die Arenbergische Waldkapelle befindet sich im Hellenthaler Wald auf einer Höhe von etwa 575 m ü. NHN und rund 150 m südlich des Lehrbachs, einem rechten Zufluss zur Oleftalsperre. Das Gotteshaus ist lediglich für Fußgänger erreichbar und liegt am speziell in den Frühlingsmonaten häufig besuchten Narzissenwanderweg durch das Oleftal.
Die Kapelle verdankt ihre Entstehung einem Jagdunfall. Am 7. Mai 1897 befand sich Graf Eduard de Briey, ein Freund des Herzogs Engelbert-Maria von Arenberg zusammen mit dem Förster Stoll im Hellenthaler Wald auf der Jagd. Im unwegsamen Gelände stürzte Stoll und es löste sich ein Schuss aus seinem Jagdgewehr, die Kugel durchbohrte Rücken und Unterleib des Grafen. Dieser verstarb in der folgenden Nacht im wenige Kilometer entfernten Hellenthal.
Im Folgejahr 1898 ließ Herzogs Engelbert von Arenberg an der Stelle des Unfalls zum Gedächtnis an seinen Freund eine Kapelle errichten. Die Bauarbeiten übernahm der aus Reifferscheid stammende Maurermeister Hassel. Der Bildhauer Johann Heinen aus Hellenthal fertigte einen geschnitzten Holzaltar an und sorgte für die Ausmalung der Kapelle.
Das Gotteshaus bietet mit einem Nachguss einer alten aus dem Jahre 1657 stammenden Herdplatte an der Kapellenwand eine Besonderheit. Diese stammt aus einer früheren Eisengießerei Arenbergs.
Die Einsegnung des Gotteshauses fand am 2. Mai 1899 auf den Namen des Heiligen Eduard statt.
1977 wurde das Gotteshaus durch mehrmalige Verwüstung und Brandstiftung schwer beschädigt. Sowohl der Altar als auch ein Großteil der Kirchenbänke sowie Holzkreuze und Altargegenstände wurden komplett vernichtet. Löscharbeiten schieden aufgrund der abgelegenen Lage der Kapelle aus. Eine vollständige Erneuerung des Innenraumes und der Kapellenfenster waren erforderlich. Seit diesen Arbeiten bedeckt eine Natursteinplatte den Altarsockel.
1987 wurde die Kapelle unter Denkmalschutz gestellt. Bereitgestellte Fördermittel erlaubten 1992 eine dringend erforderliche Restaurierung des Innenraumes. Außerdem erfolgte die Neueindeckung des inzwischen stark verwitterten Schieferdaches.

## Quelle
- Informationstafel im Kapelleninneren (in Commons).

Koordinaten: 50° 29′ 1″ N, 6° 22′ 45″ O